# Riva (Biella)
Riva è un rione di Biella, poi definito nel XX secolo come quartiere e infine circoscrizione. Confina a nord con la frazione Cossila e i limiti del territorio abitato di Pavignano; a ovest segue la linea che dal Bottalino scende dalla salita del Cappuccini a via Cerino Zegna, proseguendo sul lato sud comprendendo la piazza Martiri della Libertà; il confine prosegue per via San Filippo, un breve tratto di via Italia, la via Orfanotrofio fino al torrente Cervo; a est il confine è con la frazione di Pavignano lungo via Corradino Sella.
Il rione è uno dei più antichi di Biella Piano, come testimoniato dagli scavi archeologici in cui si sono ritrovato reperti di età romana. È la diretta prosecuzione verso nord dei rioni Borgo e Rossigliasco (quartiere Centro), all'imbocco delle valli Oropa e Cervo.
La parte più antica si trova nella zona più a settentrione, dove l'insediamento era favorito dalla presenza della Roggia del Piano (corso d'acqua derivato dal torrente Oropa e che tuttora scorre sotto via Italia).
La principale via del centro storico, via Italia, lo taglia in due. Sulla piazza intitolata a San Giovanni Bosco (ex piazza del Gallo antico, dal nome di una locanda ormai scomparsa), si trova la chiesa dedicata a San Cassiano. A fianco della chiesa una lapide ricorda il luogo della fucilazione di sette civili per rappresaglia, avvenuta nel 1943.
Gli edifici più vecchi si trovano lungo via Scaglia, intorno a piazza Battiani e nella parte terminale della stessa via Italia, fra cui è interessante una torre, che essendo nascosta tra le case, è visibile solo dall'alto. 
Altri monumenti significativi sono la chiesa di San Filippo e il pregevole spazio architettonico costituito da piazza Martiri della Libertà (in onore dei caduti per le rappresaglie nazifasciste che si verificarono al culmine della seconda guerra mondiale, v. Villa Schneider: una fucilazione ebbe luogo proprio su questa piazza). Sulla piazza affaccia il Teatro Villani (denominato per decenni Teatro Sociale ha poi ripreso la sua antica denominazione) e al centro sorge il monumento a Quintino Sella. 
A nord di piazza Battiani sorge la Birreria Menabrea, uno dei più antichi birrifici italiani.
Negli anni novanta il quartiere, che era fortemente degradato, è stato recuperato con numerosi restauri e al centro di un vasto isolato è stata creata piazza del Monte, una nuova zona pedonale. Mentre progressivamente la zona commerciale della città tende a spostarsi verso sud, Riva negli anni 2000 diventa il quartiere della vita notturna biellese, in cui sono presenti ristoranti, pub e locali notturni. 
Vi si tiene un pittoresco mercato dell'antiquariato minore tre volte l'anno (quarta domenica di marzo, giugno e settembre).